# Donald Self
Donald Self az amerikai Szökés című sorozat egyik kitalált szereplője. Michael Rapaport alakítja. A negyedik évad premierjében szerepel először. Self egy Nemzetbiztonsági ügynök, aki megbízza Michael Scofieldet és Lincoln Burrowst, hogy működjenek közre a CÉG ellenében, és találják meg a Scyllát, egy titkos merevlemezt, ami rengeteg értékes információt tartalmaz a CÉG-ről.

## Háttér
Donald Self egy nemzetbiztonsági ügynök, aki állítása szerint, jó ideje a CÉG megbuktatásán fáradozik. Együtt dolgozott már Aldo Burrows-szal és James Whistlerrel is. Self felesége szülés közben halt meg a kisbabával együtt.
Később azonban kiderül róla, hogy valójában csak azért akarja megszerezni a Scyllát, hogy eladja a feketepiacon és meggazdagodjon rajta.

## Szerepek

### 4. évad
Self azzal bízza meg a testvéreket, hogy szerezzék meg a Scyllát és buktassák le CÉG-et, máskülönben börtönbe kerülnek. A testvérek először nem mennek bele, de mikor a CÉG egyik ügynöke, Wyatt megpróbálja megölni őket, mégis igent mondanak. Miután Sucre, Mahone, Bellick, Sara, valamint egy hacker, Roland Glenn is csatlakozik hozzájuk, Self elmondja, hogy mostantól ő lesz a főnökük és követniük kell az utasításait. Az ügynök elmondja a csapatnak, hogy meg kell szerezniük egy bizonyos 'Scylla' nevezetű merevlemezt, amelyen a CÉG összes ügynöke, összes akciója, minden rajta van, ami a CÉG megbuktatásához felhasználható. 
A csapatnak sikerül is megszereznie a lemezt, de kiderül, hogy az csak egy a hatból, ami ahhoz kell, hogy teljes legyen az egyébként töredékes (és így használhatatlan) adathalmaz. Ezt követően Selfet a főnökei  kényszerítik, hogy fújja le az akciót és fogja el a résztvevőket. Miután sikerül elfognia mindenkit, Michaelen kívül, az elmegy hozzá, és elmondja neki, hogy találkozó történt a hat kártyahordozóval. Ennek következtében Self engedélyezi, hogy tovább folytassák az akciót a Scylla után. Ezek után Self segít a csapatnak lemásolni az egyik kártyát.
Amikor Krantz tábornokot értesítik, hogy Self azonosítást kért róla, utasítja Wyattet, hogy először félemlítse meg, majd pedig ha nem sikerül, végezzen vele. Ám Self személyesen jelenik meg a Tábornok irodájánál és megfenyegeti, hogy ha bármi is történik vele, akkor nyilvánosságra kerülnek a CÉG akciói. 
A Selfless című epizódban miután Michaeléknek sikerül megszerezniük a Scyllát, Self elárulja a csapatot és megöli addigi társát, Miriam Holtz ügynököt. Kiderül, hogy végig arra játszott, hogy eladhassa a Scyllát, valójában sosem érdekelte a CÉG lebuktatása, vagy Michaelék tisztázása. Ezek után megkísérli megölni Michaeléket, de nem jár sikerrel. Self alkut köt Gretchennel, aki segít neki vevőt találni a Scyllához. A vevő azonban átveri őket és miután meglövi Selfet, elmenekül a Scyllával. Ezek után a CÉG arra kényszeríti Selfet, hogy Lincolnnal, Gretchennel és Zsebessel szövetkezve szerezze vissza a Scyllát a CÉG-nek. Miután Gretchen megsebesül, Self és társai sorsára hagyják a nőt.